# Майнинген
Ма́йнинген, Ме́йнинген (нем. Meiningen) — город в Германии, районный центр, расположен в земле Тюрингия. Майнинген является частью области Франконии.
Входит в состав района Шмалькальден-Майнинген. Население составляет 24 852 человек (на 31 декабря 2018 года). Занимает площадь 59,46 км². Официальный код — 16 0 66 042.
Город подразделяется на 8 городских районов.

## Советские войска в Майнингене
С 1949 по 1991 год в Майнингене дислоцировались части Советской армии (ГСВГ, ЗГВ) 39-й гвардейской мотострелковой дивизии 8-й гвардейской армии:
- 117-й гвардейский мотострелковый Познанский Краснознаменный орденов Суворова и Богдана Хмельницкого полк, вч пп 35872.
- 23-й отдельный танковый батальон, вч пп 63301.
- 489-й отдельный противотанковый дивизион, вч пп 06297.
- 11-й отдельный ордена Красной звезды разведывательный батальон, вч пп 86881,

а также 519-й отдельный зенитный ракетный дивизион (вч пп 65453) 18-й зенитной ракетной бригады 8-й гвардейской армии.

## Уроженцы
- Людвиг фон Вольцоген (1774—1845) — прусский и русский военачальник.
- Фриц Диц (1901—1979) — немецкий актёр театра и кино.
- Теодор Оберлендер (1905—1998) — немецкий ультраконсервативный политический деятель.

## Фотографии

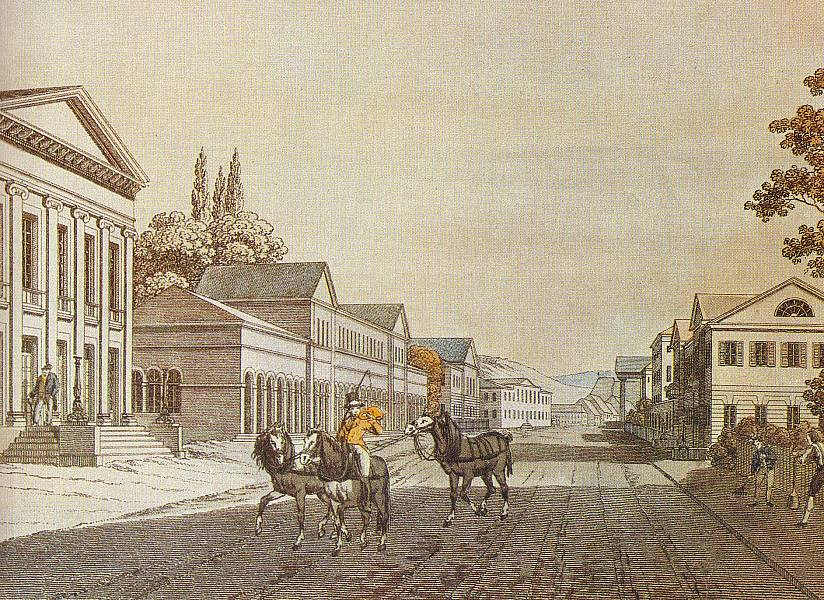
1835
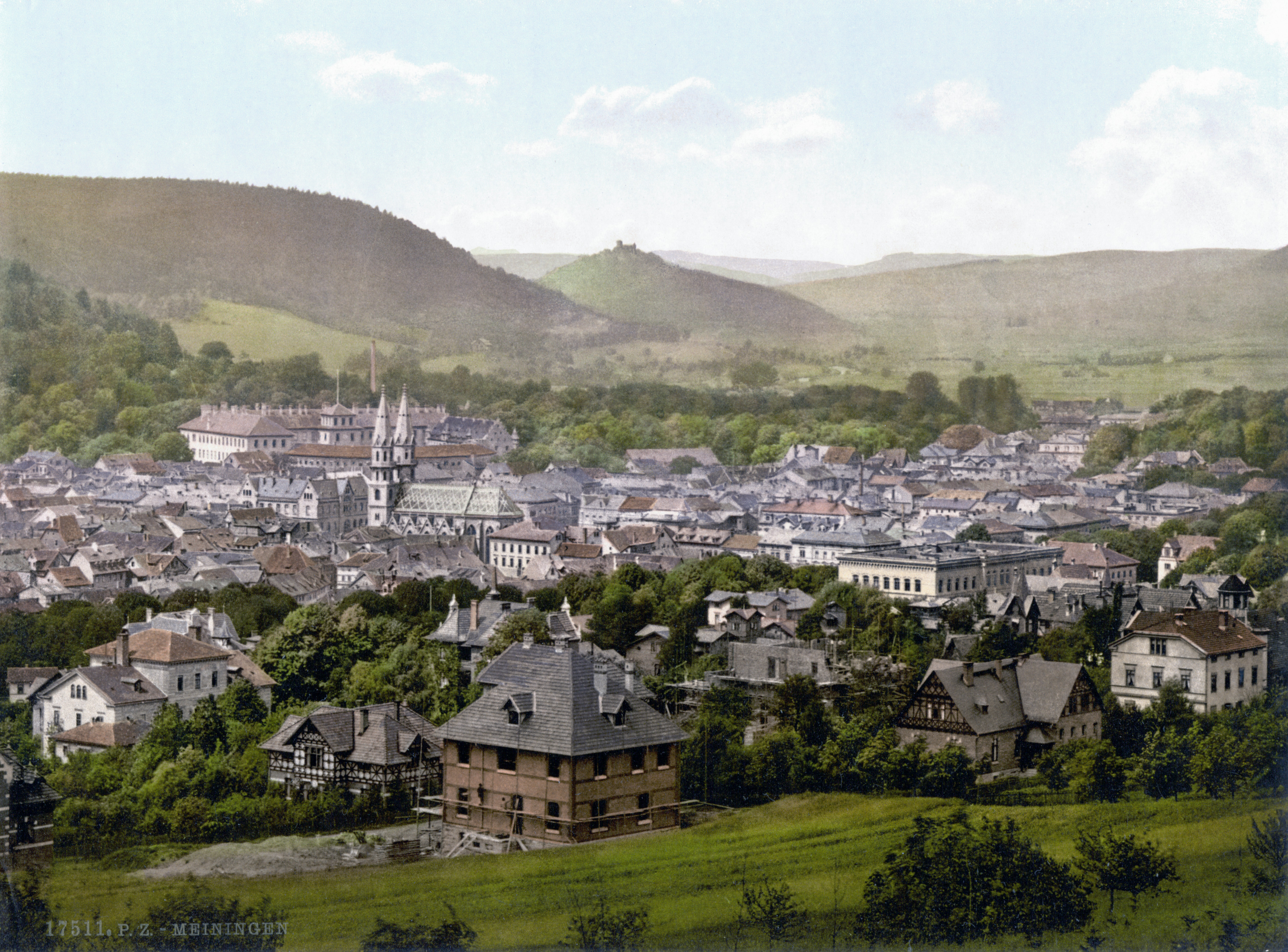
1900
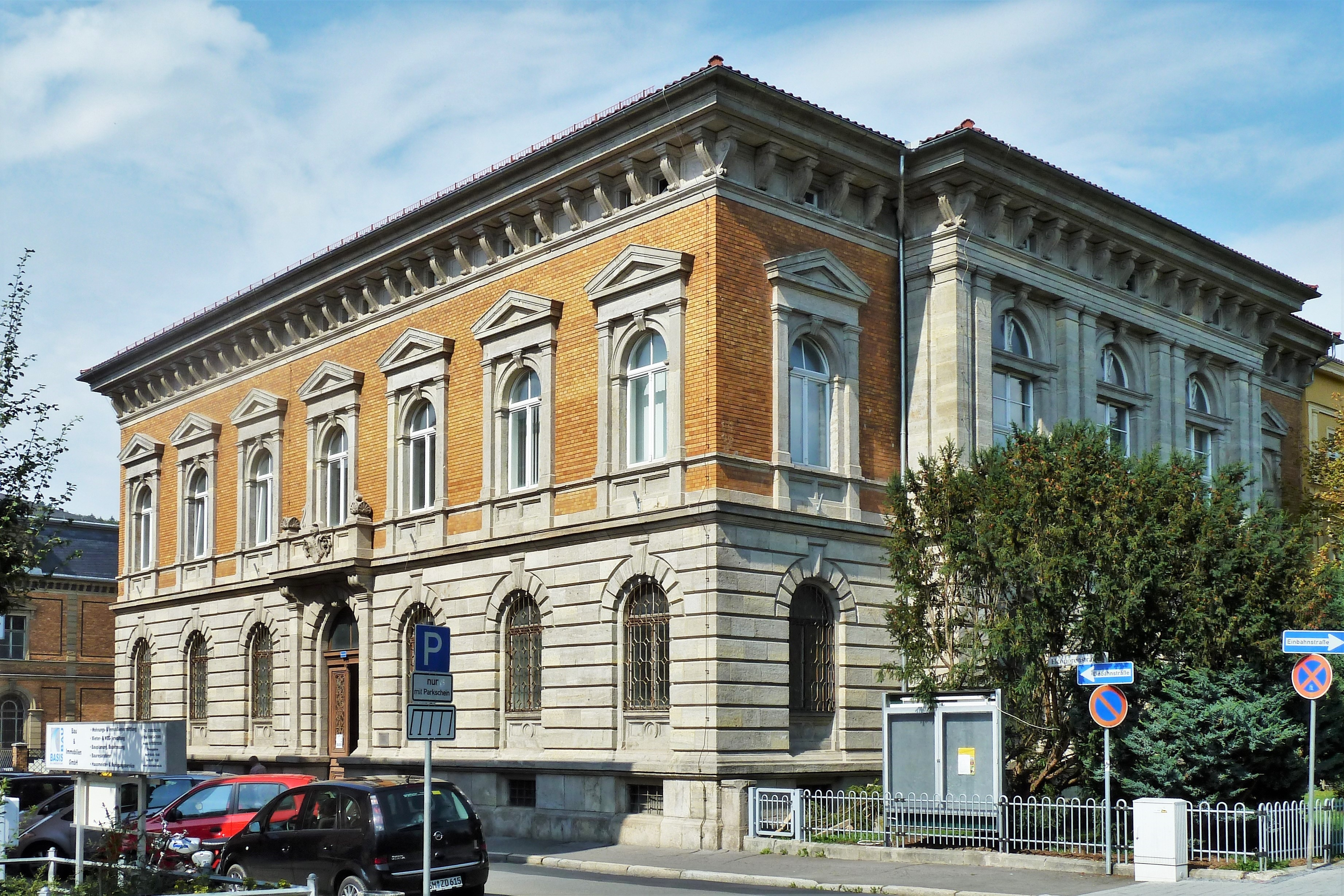
Правительственные здания
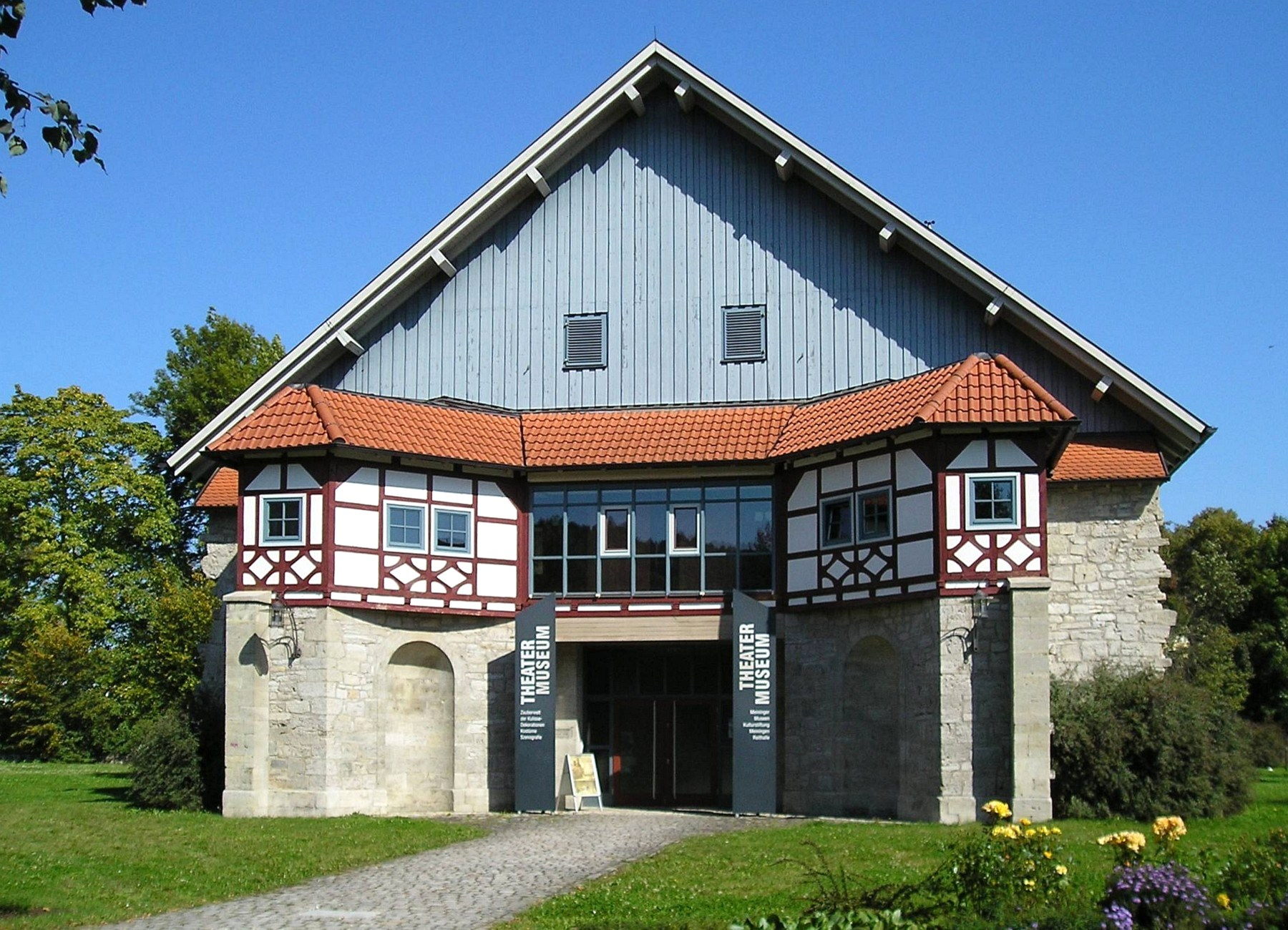
Театральный музей

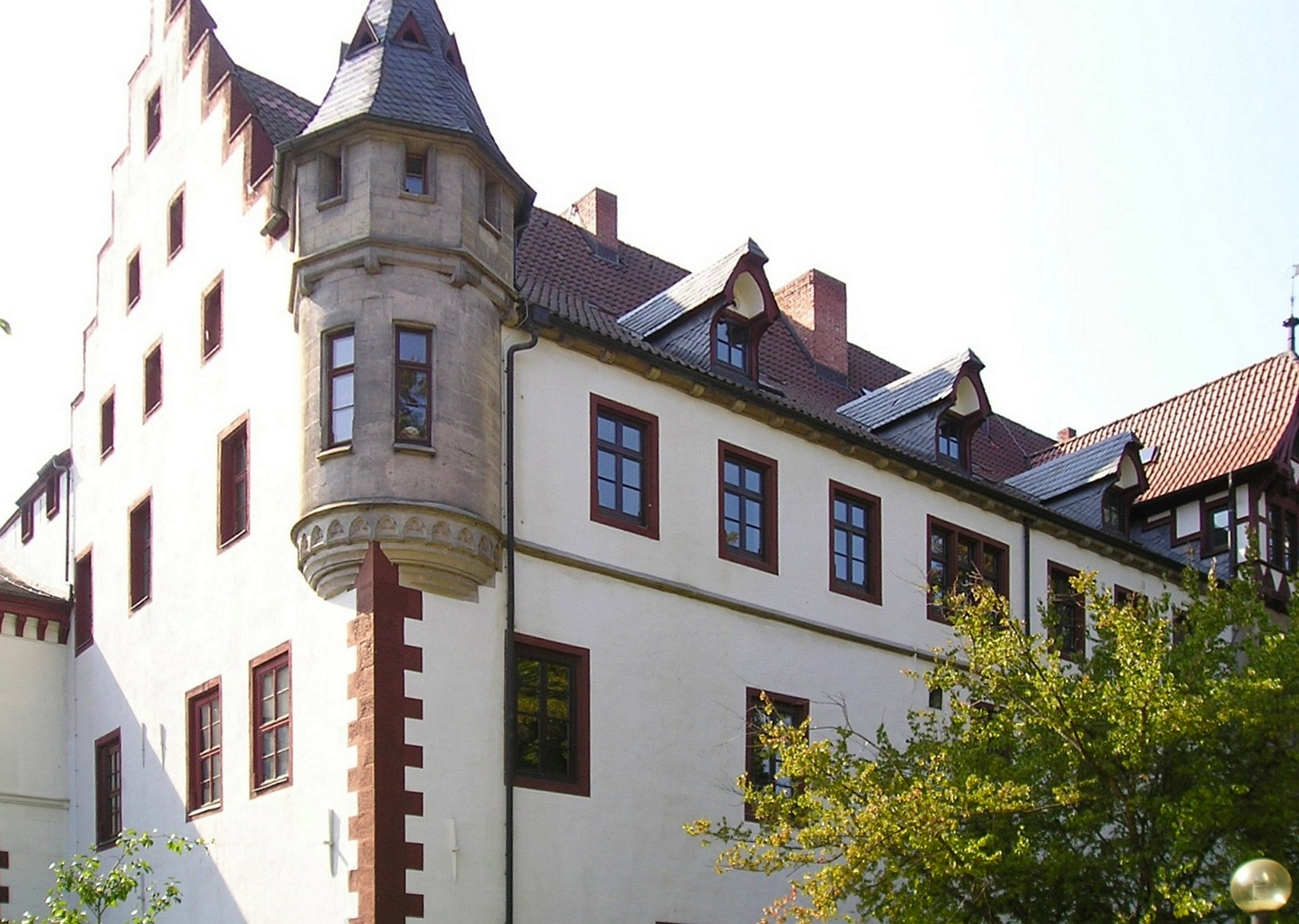
Замок
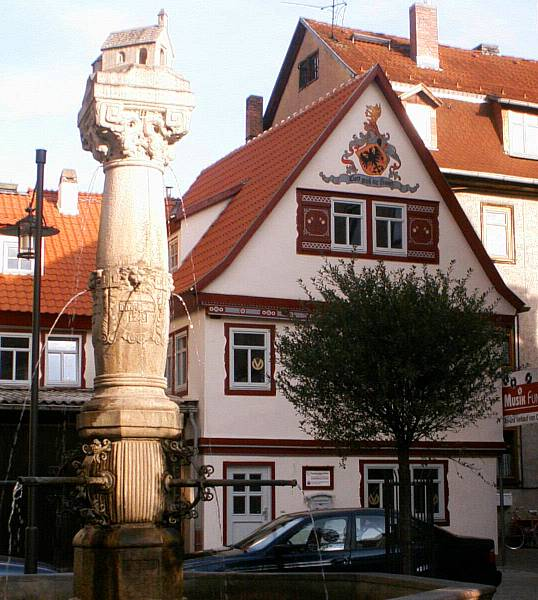
Капелла фонтан
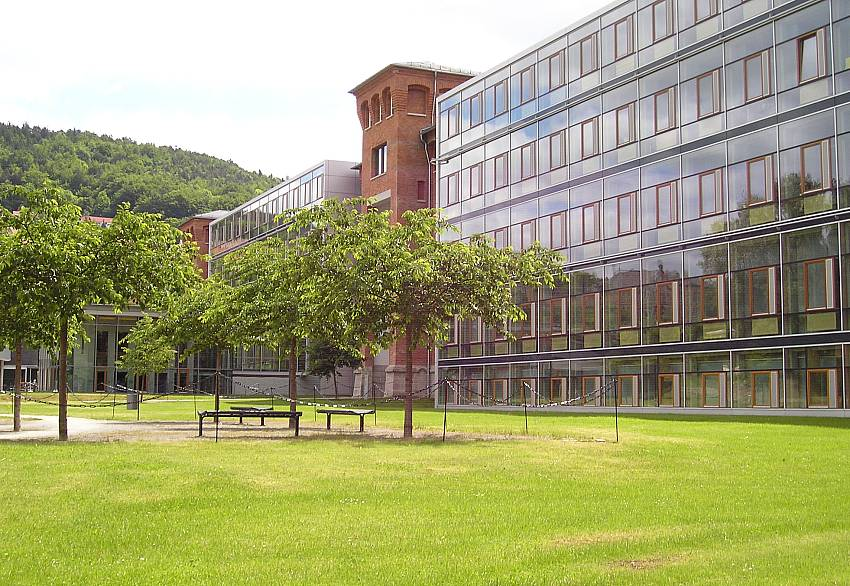
Центр правосудия
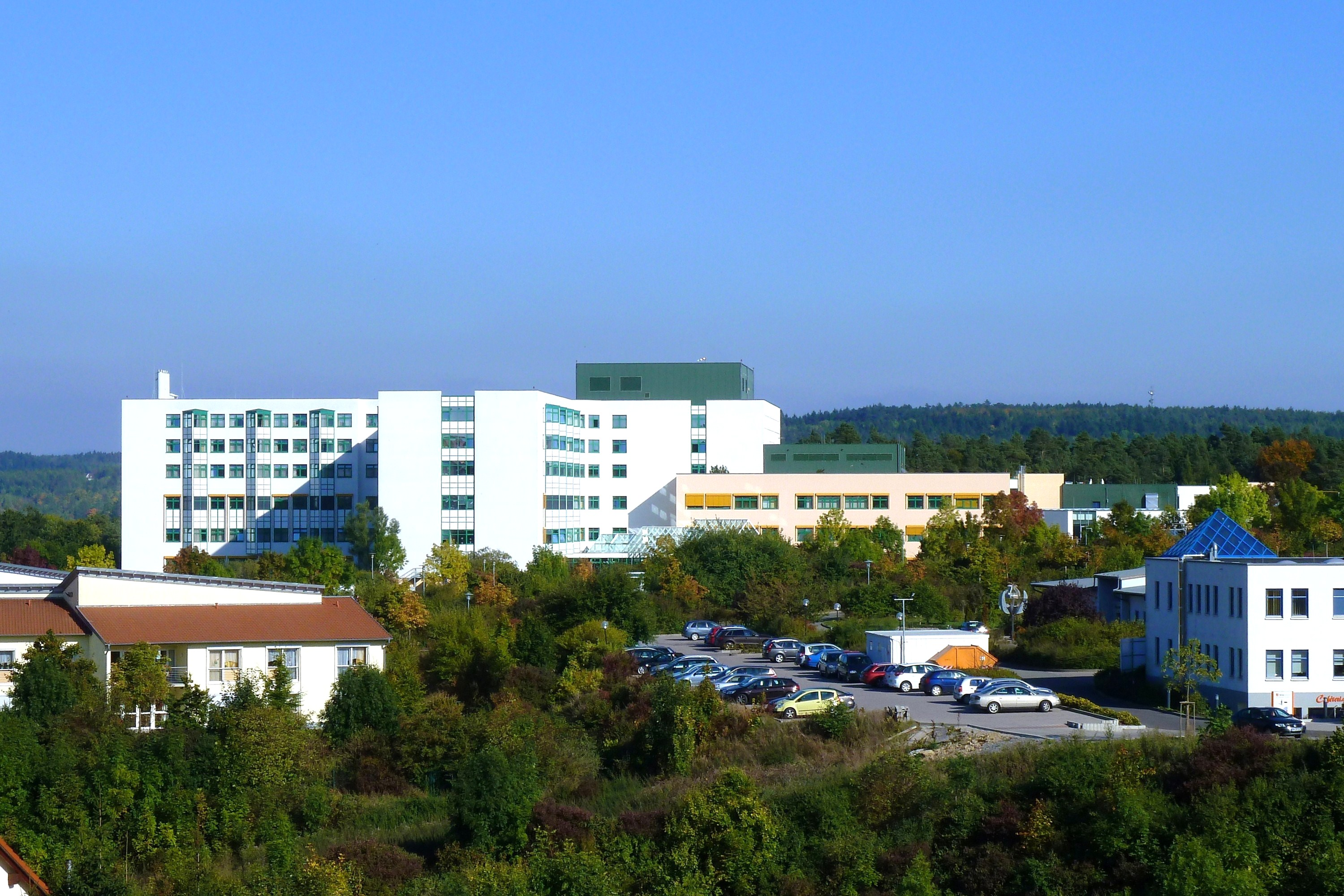
Больница

## Экономика

### Промышленность
В немецком городе Майнингене существует завод, до сих пор выпускающий и ремонтирующий паровозы (на заказ).